# Manuel Berná García
Manuel Berná García   (Albatera, 22 d'agost de 1915 - Torrevella, 26 de gener de 2011) fou un compositor i director d'orquestra i banda valencià.

## Biografia
S'inicià a la música en els rengles de la banda de música Unión Musical La Aurora d'Albatera. Posteriorment, estudià direcció d'orquestra, composició i teoria de la música; un dels seus professors fou Román de San José, autor del Turuta, la música del carnaval vilanoví. El novembre del 1947 esdevingué Tinent-Director de la banda del regiment d'infanteria Sevilla núm. 40, de Cartagena, càrrec que conservaria fins al 1954. Simultàniament, fou director de la banda de la Societat Musical L'Aliança de Mutxamel (1946-1947) i de l'Orquesta Sinfónica de Cartagena en el període 1949-1951. Posteriorment dirigiria la banda del Vaixell-Escola Juan Sebastián Elcano, seria capità i primer director de la banda del Terç Duque de Alba de la Legió, a Ceuta, dirigiria l'Orquesta Sinfónica de Ceuta, la banda de música de l'Agrupació d'Infanteria San Quintin de Valladolid, l'Orquesta Sinfónica Vallisoletana i l'Orquesta Clásica de Valladolid. Acabà la seva carrera militar amb el càrrec de comandant en Cap de la Secció de Música i Bandes del Ministeri de l'Exèrcit.
Fou director convidat de gran nombre de formacions, com les bandes de la Unió Musical de Llíria, del Centre Artístic Musical de Bétera, la Municipal de Madrid, i l'Orquestra Simfònica de Baden-Baden. Va ser cofundador del concurs de nadales de l'IES Las Espeñetas d'Oriola, i en fou membre del jurat d'aleshores endavant(dotzena edició, 2006). També presidí el Concurso Nacional de Marchas Procesionales Ciudad de Orihuela.
La seva producció com a compositor tocà diversos registres: ballables en els anys 60, havaneres, Marxes de Setmana Santa i de Moros i cristians, pas-dobles i música militar per a banda.
Albatera li concedí la Medalla d'Or del poble el 1979), li dedicà un carrer i l'Escola de música del poble, i el va fer Confrare d'Honor de la Setmana Santa d'Albatera (2004). Altres distincions que rebé foren la Creu de Primera Classe del Mèrit Militar, Creu Blanca d'Àfrica, i la Placa, Encomanda i Creu de l'Orde de San Hermenegildo. Era Membre d'Honor de l'Institut d'Estudis Alacantins.

## Obres
- A un pájaro muerto, poema simfònic per a arpa i veu
- Alegre juventud (1974), cançó amb lletra de Felisa Merchán
- Amigo Ángel
- Así canto yo (1970), cançó amb lletra de Francisco Almagro
- Azogue (1954), sarsuela
- Bagatelas
- Bodas de plata
- Cabo Roig, barcarola
- Cuarteto para clarinetes
- Cuarteto para metal
- En busca de la verdad (1973), lletra de F.Merchán
- En el molino
- Estructure en Zarda
- Federación 1968-1993
- Las gestas legionarias, poema simfònic
- Ha llegado el Belén
- Himno a la Armengola, amb lletra de Joaquín Más Nieves
- Himno al Orihuela C.F.
- Himno al pueblo de San Isidro
- Himno de Albatera (1982)[4]
- Himno de la ciudad de Valladolid
- Himno-Marcha a S.S. Juan Pablo II (1995)
- Himno-Marcha de la Hermandad Legionaria
- Himno oficial de los Ingenieros Industriales de Alicante
- Himno oficial de Sanidad Militar
- Improntu
- Intentos para quinteto de viento
- Lo has de saber: slow (1960), amb lletra de C.Lucas
- Lucentum (1998)
- Marcha paracaidista
- Misa a Santiago Apóstol
- Misa legionaria (1970)
- El Miserere, poema simfònica per a orquestra i cor, inspirat en la legenda de Gustavo Adolfo Bécquer
- Molinera a tu molino: fox-swing (1964), lletra de M.Berná
- Mujeres (1961), pas-doble amb lletra de M.Berná
- Niño Divino
- Nostalgia, per a trompa i piano
- El novio de la muerte
- Oda a San Pascual, per a veu i orgue
- ¡Ojito al ballet!: bolero (1960), lletra de i música de Mabegar
- Periodista Hipólito
- Polka-divertimento para trompetas
- ¡Qué guapas son!: fox (1965), amb lletra de P.Sánchez
- Relevo
- Réquiem
- Rondó capricho
- Sabor a café (1970), mambo amb lletra de Luis Palomar
- Sexteto para saxofones
- Suite de concierto
- Temblando estaba de frío
- El torero más valiente, sobre un poema de Miguel Hernández
- Tres piezas breves, per a quintet de vent metall
- Tres preludios alicantinos, obertura
- Valenciana cañí (1964)

### Per a banda
- Abencerrajes (1946), marxa mora
- Caballeros del rey Fernando (2001), marxa cristiana
- Fin de milenio (1999), obertura
- Homenaje a Miguel Hernández, poema simfònic
- Imágenes (1974), suite dedicada a Francisco Salzillo, Premi Maestro Villa. En quatre parts: El Ángel, La Dolorosa, Los Azotes, San Juan
- Mironianas. Obra d'interpretació obligada en la secció 3a. del Concurs Internacional de Bandes de Música "Ciutat de València" del 1992
- Moros Aljau, marxa mora
- Río abajo: poema sinfónico auroro Obra d'interpretació obligatòria a la secció primera del XXXI Certamen Provincial de Bandes de Música, del 2002
- Sinfonía primaveral
- Suite sinfónica, premi de composició Maestro Serrano. Obra d'interpretació obligada en la secció especial A del Concurs Internacional de Bandes de Música "Ciutat de València" del 1983
- Tres grandes amores. Comprèn: La familia, El mar, Mi Albatera

- Pas-dobles: Albatera (1942), Albatereando (2002, amb lletra de María Pilar Puente Rego), Daniel l'Orxater (Música i partitura), Españoleando, José Marín Guerrero (2003), Malagueñas y verdiales, Manolo Piné, Manuel Cascales, Mutxamel (1946)

- Marxes de processó: Amor de los amores (1980), El Buen Maestro (1946, dedicada al seu pare), Cristo del Amor (1980),[5] Nuestra Señora de los Ángeles, La oración en el huerto (1947, de gran complexitat; posteriorment el mateix compositor va fer una altra composició amb el mateix títol), Procesión del Sepulcro (1996), La Santa Cena (1994)

### Per a cor
- Aquel instante (1976), havanera per a cor amb lletra de Ricardo Fernández de Latorre. Primer premi del XXII Certamen nacional de Havaneras de Torrevieja
- Ecclesiam, per a cor
- Eres de la Sal, havanera per a cor amb lletra d'Enrique Muñoz i José Berná Quinto
- Éxodo y renacer (1993), per a cor i banda
- Homenaje a Ginés Pérez (2002), per a cor, amb lletra de María Teresa Pertusa
- La playa, havanera per a cor (Partitura i Arxius MIDI)

## Arxius de veu
El Buen Maestro per la banda de música Villa de Fuente Álamo Arxivat 2007-09-28 a Wayback Machine.

 Cristo del amor, per la Banda de Música de Sevilla